# Santiago del Estero (provins)
Santiago del Estero (Provincia de Santiago del Estero) är en provins som ligger norra Argentina. Huvudstaden heter Santiago del Estero.
968,309 Population [2019] – Projection
Provinsen har en befolkning på 968 309 (2019) och har en yta på 136 151 km². Santiago del Estero gränsar till provinserna Salta, Chaco, Santa Fe, Córdoba, Catamarca och Tucumán.
I provinsen ligger nationalparken Parque Nacional Copo.

## Administrativ indelning
Provinsen är indelad i tjugosju departement, departamentos och med respektive departementshuvudstad.
1. Aguirre (Pinto)
2. Alberdi (Campo Gallo)
3. Atamisqui (Villa Atamisqui)
4. Avellaneda (Herrera)
5. Banda (La Banda)
6. Belgrano? (Bandera)
7. Capital (Santiago del Estero)
8. Choya (Frías)
9. Copo (Monte Quemado)
10. Figueroa (La Cañada)
11. General Taboada (Añatuya)
12. Guasayán (San Pedro de Guasayán)
13. Jiménez (Pozo Hondo)
14. Juan Felipe Ibarra (Suncho Corral)
15. Loreto (Loreto)
16. Mitre (Villa Unión)
17. Moreno (Quimilí)
18. Ojo de Agua (Villa Ojo de Agua)
19. Pellegrini (La Fragua)
20. Quebrachos (Sumampa)
21. Río Hondo (Termas de Río Hondo)
22. Rivadavia (Selva)
23. Robles (Fernández)
24. Salavina (Los Telares)
25. San Martín (Brea Pozo)
26. Sarmiento (Garza)
27. Silípica (Arraga)